# Nátrium-fumarát
A nátrium-fumarát a fumársav nátriummal alkotott sója. Képlete: Na2C4H2O4. Vízben jól oldható.
- CAS-száma: 17013-01-3
- Megjelenése: fehér, kristályos por

Az élelmiszeriparban savanyúságot szabályozó anyagként, E365 néven használják. Napi maximum beviteli mennyisége 6 mg/testsúlykg. Nincs ismert mellékhatása. A szervezetben lebomlik.
Elsősorban cukrászipari termékekben, pékárukban, sütőporban alkalmazzák.